# Plucha

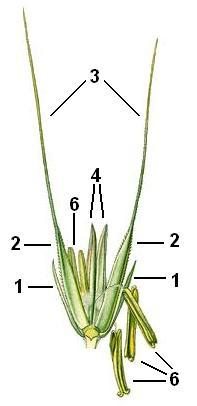
Příklad dvoukvětého klásku trav, 1-plevy, 2-pluchy, 3-osiny, 4-plušky, 6-tyčinky

Plucha (palea inferior, anglicky lemma) je speciální termín pro listen na bázi květu u klásků trav, tedy rostlin z čeledi lipnicovité (Poaceae). Klásek trav může být buď jednokvětý, a pak obsahuje 1 pluchu nebo vícekvětý a pak obsahuje více pluch. Velikost a různé vlastnosti pluch jsou velmi důležité při určování jednotlivých druhů trav. Plucha je někdy jednožilná, jindy zřetelně vícežilná. Střední žilka (vzácně i další žilky) je často protažena v různě dlouhou osinu.

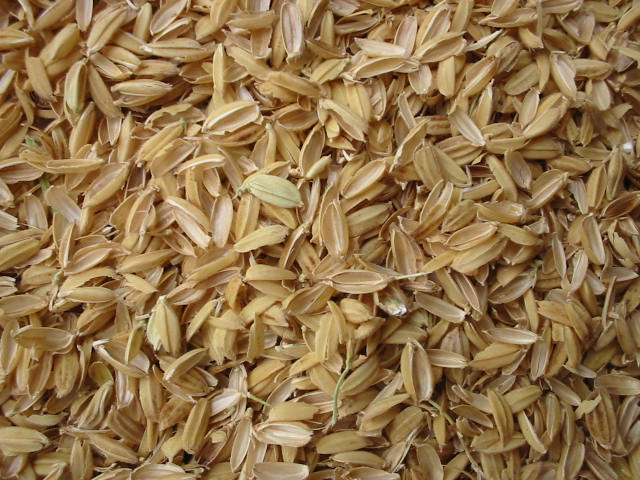
Rýžové pluchy.